# Owaka
Owaka est une petite localité du district de Clutha,située au sud de la région d’Otago, dans l’Île du Sud de la Nouvelle-Zélande.

## Situation
C’est la communauté la plus large d’une région de forêt très dense, de la zone de la chaîne de The Catlins (en) tout près de la région du Southland, à quelque 35 km au sud de la ville de  Balclutha sur le trajet de la Route touristique du Sud (en).
Le petit village et les locations de vacances de Pounawea sont à 4 kilomètres en amont de l’estuaire du fleuve Catlins et de la rivière Owaka.

## Population
La population de la ville était de 334 habitants au recensement de 2006, en diminution de 39 résidents par rapport au recensement de 2001.
Dans ces données, 72,9 % de la population était européenne, et 15 % était d’origine Māori.

## Toponymie
Le nom de la ville vient du mot de la langue māori pour la "place des canoés", une référence à la localisation de la ville tout près de la rivière Owaka, qui rejoint le fleuve Catlins à trois kilomètres (soit 2 miles) de la ville, tout près de la côte.
D’ailleurs, la ville fut à l’origine appelée Catlins River, puis Quakerfield.

## Chemin de fer
Le 22 juin 1896, Owaka devint le terminus de l’embranchement du chemin de fer de la branche de la rivière Catlins (en) et garda ce statut jusqu’à ce que l’extension de l’embranchement vers 'Ratanui' soit ouvert le 1er août 1904.
Le chemin de fer finalement se termina au niveau de la ville de Tahakopa, mais alors que le trafic déclinait sur la ligne dans les dernières années, le train de fret du mardi (1 des 4 trains, qui circulaient par semaine), n’allait pas au-delà d'Owaka à partir de 1958.
La branche ferma le 27 février 1971, et peu d’éléments évidents ne restent dans ou autour de la ville d'Owaka en dehors de quelques formations solides de l’ancienne ligne comme les dernières reliques substantielles, et la halle à marchandises de la station d'Owaka, qui fut retirée en 1986.